# Gran Marcha Helada Siberiana
La Gran Marcha Helada Siberiana (en ruso: Великий Сибирский Ледяной поход, Velikiy Sibirskiy Ledyanoy pokhod) fue la retirada de invierno del Ejército Blanco ruso de Vladimir Kappel en el curso de la guerra civil rusa en enero-febrero de 1920.

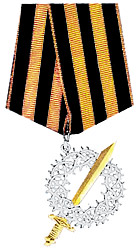
Orden de la Gran Marcha Helada Siberiana.

Después de la retirada del Ejército Blanco ruso del Almirante Kolchak de Tomsk y Omsk y la huida hacia el Este a lo largo del Ferrocarril Transiberiano, llegaron a un alto a las orillas del lago Baikal en las cercanías de Irkustk. Con el Ejército Rojo en persecución, el Ejército Blanco tuvo que escapar en dirección sur a Chitá (donde permanecieron hasta la toma ciudad por el Ejército Rojo el 22 de octubre) a través del congelado lago Baikal con temperaturas bajo cero. Alrededor de 30.000 soldados blancos, con sus familias y todas sus posesiones así como el oro del zar, hicieron su camino a través del lago hasta Transbaikalia.
Las batallas más sangrientas de la campaña ocurrieron en las poblaciones de Yakovlevka, Birulka, y Gruznovskaya, así como la ciudad de Barguzín.
Como los vientos árticos soplaban sin obstáculos a lo largo del lago, muchos soldados y sus familias se congelaron hasta la muerte. Sus cuerpos permanecieron congelados en el lago en una especie de tableau vivant a lo largo del invierno de 1919-20. Con la llegada de la primavera, los cuerpos congelados y todas sus posesiones desaparecieron en las profundidades del lago a 5.000 pies. Kappel mismo fue afectado por la congelación y neumonía mientras conducía a los supervivientes a lo largo de un río congelado con temperaturas de -40 °C; murió el 26 de enero. Días después la Legión Checoslovaca, pactaba la entrega de Kolchak  y del oro a los bolcheviques a cambio de paso de los checoslovacos hacia Vladivostok.
La toma de Irkutsk a primeros de marzo de 1920 por los soldados rojos, dio por terminada la marcha.